# Monty Python's Flying Circus (album)
Monty Python's Flying Circus è il primo album studio del gruppo comico britannico Monty Python inciso ne 1970.
L'album contiene versioni differenti dei loro sketch trasmessi nel Monty Python's Flying Circus.

## Tracce

### Lato A
1. Flying Sheep - 2:20
2. Television Interviews/Arthur Frampton - 2:30
3. Crunchy Frog - 3:28
4. Nudge, Nudge - 1:42
5. The Mouse Problem - 3:14
6. Buying a Bed - 3:56
7. Interesting People - 3:18
8. The Lumberjack Song - 3:43
9. Sir Edward Ross - 3:05

### Lato B
1. Arthur "Two Sheds" Jackson - 2:52
2. Children's Story - 1:13
3. The Visitors - 3:55
4. Albatross! - 0:49
5. The North Minhead By-Election - 5:32
6. Me Doctor - 1:18
7. Pet Shop (Dead Parrot) - 4:22
8. Self-Defence - 5:58